# Gustaf Posse
Gustaf Posse, friherre till Arnäs, född den 29 maj 1626 i Stockholm, död där den 13 april 1676, var en svensk friherre, Posse af Hedensund, hovman och riksråd. Gustaf Posse var son till Knut Posse och Ingeborg Torstensdotter, dotter till Torsten Lennartsson.

## Bakgrund
Gustaf föddes året efter hans far Gustaf, efter sitt fribrev från Gustav II Adolf, återvänt till Sverige. Gustaf var ende son som uppnådde vuxen ålder och blev därmed ensam arvtagare till godsen Hellekis och Sickelsjö och friherreskapet Arnäs.
Han listas i officiella sammanhang som friherre till Arnäs, herre till Hellekis och Sickelsjö samt Herrborum i Sankt Anna socken i Östergötland, Hovsta i Björkviks socken i Södermanland och Strömsberg i Borgå socken i Finland.

## Karriär
Efter studentexamen i Uppsala 1638 fick han 1648 sin första officiella tjänst som kammarherre hos drottning Kristina och tjänstgjorde vid hovet fram till 1653 då han utsågs till landshövding i Jönköpings och året därpå tillika i Kronobergs län. Vid ett landskapsmöte, som hölls 1657 med ständerna i Småland och Östergötland i Jönköping, omnämns Gustaf Posse som lantmarskalk.
Posse utsågs 1658 av Karl XI till Geheimeråd, en ovanlig svensk tjänstemannatitel (från början dansk titel som avsåg en rådgivare utanför riksrådet, avskaffad 1818). Vid riksdagen i Göteborg var han åter lantmarskalk och i februari 1660 utsågs han till riksråd. I december samma år förordnades Posse till kollegiet i Reduktionskollegiet.
Han följde sin fars bana när han utsågs till hovrättsråd i Åbo hovrätt 1664. Redan 14 dagar senare, 26 oktober, byttes utnämnandet ut till hovrättsråd i Göta hovrätt. Hans juridiska ämbetsmannakarriär kröntes då han utsågs till president i Göta hovrätt 1665. Gustaf Posse avslutade sin juridiska karriär som häradshövding inom Västmanland 1669.

## Äktenskap
Gustaf gifte sig första gången 2 december 1651 i Stockholm, i drottning Kristinas övervaro, med Maria Eleonora Banér, född 17 maj 1632 och dotter till riksrådet och riksmarskalken Axel Gustafsson Banér. Maria dog i sin sjunde barnsäng efter nio års äktenskap den 6 december 1660. Endast dottern Kristina uppnådde vuxen ålder. Med sonen Lennart som dog tjugotvå år gammal 1689, dog ätten af Hedensund ut på svärdssidan.
Gustaf gifte sig efter två års änkemannaskap den 9 juli 1662 i Stockholm med friherrinnan Märta Berendes. Märta fick många barn med Gustaf, nio stycken som alla dog unga med undantag för dottern Hedvig Charlotta som dog 58 år gammal. Sonen Carl, född 1666, var ryttmästare och dog 23 år gammal den 6 december på Morea i venetianernas krig mot turkarna.
Gustaf Posse dog 13 april 1676, endast 50 år gammal. Han begravdes i Riddarholmskyrkan, men sedan jämte båda sina fruar nedsatt i Sankt Nikolai kyrka i Arboga.